# Darrouzett (Teksas)
Darrouzett je gradić u američkoj saveznoj državi Teksas. Prema popisu stanovništva iz 2010. u njemu je živjelo 350 stanovnika.